# Wright Flyer III
Der Wright Flyer III war 1905 das dritte Motorflugzeug der Brüder Wright und das erste voll steuerbare Flugzeug der Welt. Mit dieser Maschine gelang am 5. Oktober 1905 auf der Huffman Prairie bei Dayton die Steigerung der Flugdauer auf 39,5 Minuten und nach kleinen technischen Änderungen am 14. Mai 1908 in Kitty Hawk die Mitnahme eines Passagiers über 4 Kilometer. Der Wright Flyer III war der Prototyp für das im Wesentlichen baugleiche erste Serien-Motorflugzeug Wright Model A.

## Geschichte
Bei den 105 Flügen mit dem Flyer II im Jahr 1904 hatten die Brüder Wright Flugerfahrung gesammelt und, da die Maschine stark zum Nicken neigte, mit der Veränderung der Schwerpunktlage experimentiert. Im Winter 1904/1905 entschlossen sie sich eine neue Maschine, den Flyer III, zu bauen. Die mechanischen Elemente des Flyers II wurden dabei wiederverwendet, die hölzernen Teile des Flyers II wie Zelle und Tragflächen wurden 1905 verbrannt.

## Konstruktion
Der Flyer III hatte einen neuen Rumpf, aber im Prinzip das gleiche Antriebssystem wie der Flyer und der Flyer II, wobei der Motor wieder etwas leistungsstärker war. Orville Wright flog den Flyer III erstmals am 23. Juni 1905 auf der Huffman Prairie und erlebte ähnliches Flugverhalten wie bei den Vorgängern einschließlich der Instabilität bzgl. des Nickens.

## Modifikation

### Juli 1905
Ein Unfall am 14. Juli 1905, bei dem die Maschine zerstört wurde, veranlasste die Brüder zu radikalen Änderungen beim Neubau der Maschine. Sie verdoppelten die Größe des Höhenruders sowie dessen Abstand zu den Tragflächen. Zusätzlich wölbten sie die Tragfläche in Querrichtung, um mehr Eigenstabilität in der Längsachse zu erzeugen. Sie trennten die Seitenrudersteuerung von der Flügelverwindung (Querruder) und schufen dafür einen eigenen Steuerhebel (die Seitenrudersteuerung war seit ihrer Einführung am Glider 1902 an die Flügelverwindung gekoppelt).

### Mai 1908
Der Flyer III wurde nach seiner Einlagerung im November 1905 erst 1908 zunächst nach Kitty Hawk verfrachtet und dort erneut zusammengebaut und technisch verändert. Der Pilot konnte die Maschine nun aufrecht sitzend steuern und zusätzlich wurde ein Sitzplatz für einen Passagier geschaffen. Damit war der Flyer III jetzt der direkte Prototyp für das Wright Model A.

## Nutzung

### 1905 Huffman Prairie
Wilbur Wright gelang am 5. Oktober 1905 ein Flug über 38,6 km in 39,5 Minuten, was die Gesamtdauer aller Flüge von 1903 und 1904 übertraf. Vier Tage später schrieben sie an den amerikanischen Kriegsminister und boten das Flugzeug ohne Erfolg zum Kauf an. Am 7. November 1905 zerlegten sie den Prototyp.

### 1908 Kitty Hawk
Zwischen dem 6. und 14. Mai 1908 wurde die Maschine in Kitty Hawk geflogen. Dabei beförderte sie bei mehreren Flügen am 14. Mai 1908 Charles W. Furnas, einen der Wright Mechaniker, als ersten Passagier. Unter anderem flog Orville Wright mit Furnas einen Vollkreis über eine Länge von über 4 Kilometer. Bei dem anschließenden Flug stürzte Wilbur Wright in eine Sanddüne und die Tests wurden abgebrochen.
Diese Flüge wurden von Zeitungskorrespondenten und Fotografen beobachtet, die noch im Mai im New York Herald und anderen Zeitungen darüber berichteten. Um ihre Patentrechte zu schützen, gestatteten die Wrights nur wenige Augenzeugen, die nicht in die direkte Nähe der Maschine vorgelassen wurden. Sie selbst dokumentierten aber die ersten Schritte des motorisierten Fluges und andere Details jener Zeit mit über 300 selbst aufgenommenen Fotografien.

## Bedeutung
Mit der Trennung des Seitenruders vom Querruder zur unabhängigen Steuerung beim Gieren, wurde der Flyer von 1905 zum ersten voll steuerbaren Flugzeug.

## Verbleib
Der in Kitty Hawk getestete und beschädigte Flyer III wurde noch im Mai 1908 wieder zerlegt, nach Dayton versandt und dort in einer Lagerhalle eingelagert. Er wurde zwischen 1947 und 1950 mit Hilfe von Orville Wright restauriert und wird jetzt im Wright Brothers Aviation Center im Carillon Historical Park in Dayton (Ohio) gezeigt. Im Juni 1990 wurde das Flugzeug als Konstruktion in das National Register of Historic Places eingetragen. Zeitgleich wurde es als National Historic Landmark anerkannt. Der 1905 Wright Flyer III ist somit das einzige Flugzeug, das den Status einer National Historic Landmark hat.

## Technische Daten
| Kenngröße                           | Wright Flyer 1903 | Wright Flyer II 1904 | Wright Flyer III 1905 | Wright Model A 1908 |
| ----------------------------------- | ----------------- | -------------------- | --------------------- | ------------------- |
| Besatzung                           | 1 (liegend)       | 1 (liegend)          | 1 (liegend)           | 1 (sitzend)         |
| Passagiere                          | –                 | –                    | –                     | 1 (sitzend)         |
| Länge                               | 6,43 m            | 6,43 m               | 8,54 m                | 9,45 m              |
| Höhe                                | 2,7 m             | 2,7 m                | 2,7 m                 | 2,7 m               |
| Spannweite                          | 12,3 m            | 12,3 m               | 12,3 m                | 12,3 m              |
| Profiltiefe                         | 1,94 m            | 1,94 m               | 1,94 m                | 1,94 m              |
| Flügelfläche                        | 47,4 m²           | 47,4 m²              | 47,4 m²               | 47,4 m²             |
| Flügelstreckung                     | 6,4               | 6,4                  | 6,4                   | 6,4                 |
| Fläche der (Canard-)Höhenruder      | 4,46 m²           | 4,46 m²              | 7,7 m²                | 7,7 m²              |
| Fläche der Seitenruder              | 1,95 m²           | 1,95 m²              | 3,2 m²                | 3,2 m²              |
| Leermasse (ohne Pilot)              | 274 kg            | 354 kg               | 354 kg                | 363 kg              |
| max. Startmasse (mit Pilot)         | 341 kg            | 421 kg               | 421 kg                | 500 kg              |
| Höchstgeschwindigkeit               | 48 km/h           | 56 km/h              | 56 km/h               | 60 km/h             |
| Triebwerk (1 × Reihen-Vierzylinder) | 12 PS (8,9 kW)    | 16 PS (11,9 kW)      | 20 PS (14,9 kW)       | 31 PS (23,1 kW)     |
| Durchmesser der Luftschrauben       | 2,44 m            | 2,44 m               | 2,44 m                | 2,44 m              |